# Сім сестер (Москва)
Сім сестер, або Сталінські висотки — сім висотних будівель, побудованих у Москві наприкінці 1940-х — на початку 1950-х років. Іноді до сталінських висоток також зараховують будівлю Академії наук Латвії (Рига), Палац культури і науки (Варшава), головний навчальний корпус Південно-Уральського Державного Університету (Челябінськ), урізаний готель «Україна» і житловий будинок по вулиці Хрещатик, 25 (Київ), готель International (Прага) і Будинок вільної преси (Бухарест).

## Історія
Втілення першого проєкту радянських хмарочосів, Палацу Рад, було перервано німецьким вторгненням у 1941, його сталеві конструкції були використанні для створення оборонного кільця Москви. У 1947—1956, Борис Іофан запропонував шість нових проєктів палацу, але всі вони були відхилені. У 1946 Сталін особисто висунув іншу ідею — побудувати квартали висоток.
За пропозицією Й. Сталіна 13 січня 1947 Рада міністрів СРСР прийняла Постанову «Про будівництво в Москві багатоповерхових будівель» У цій постанові були описані плани з будівництва 8 висотних будівель. Передбачалося, що кількість будівель мало символізувати 800-річчя Москви (святкувала у 1947), проте будівництво однієї з будівель, яке велося на місці знесеного Китайгородського району Заряд'є, було припинено після смерті Сталіна На стилобаті цієї будівлі пізніше зведено готель «Росія». Як стверджує Олександр Васькін, перші вісім висоток були лише початком грандіозного архітектурного проєкту, метою якого було забудувати висотними будівлями всю Москву. У кожному великому обласному центрі та в столицях союзних республік також повинні були з'явитися свої висотки.
Авторам проєктів московських висотних будівель вдалося створити оригінальні архітектурні рішення, що отримали в спеціальній літературі назву сталінський ампір чи радянський монументальний класицизм. Проте все ж не вдалося уникнути часткового запозичення архітектурного образу деяких з американських хмарочосів. Але, не слід вважати архітектурним попередником «сталінських висоток», наприклад, Муніципальна будівля Манхеттену, побудована у 1909—1914 роках архітектором В. Кендаллом в стилі неокласицизму.

## Архітектура
Висотні будівлі є вершиною повоєнного «радянського ар-деко» у міській архітектурі; вони повинні були стати оточенням так і не зведеного Палацу Рад.
Витримані в дусі «висоток» будівлі зведені в той же період в Ризі, Варшаві, Бухаресті і Києві — урізаний варіант готелю «Москва» (зараз —  «Україна») — початковий проєкт постраждав через Постанову про архітектурні надмірності. Через постанову було змінено проєкт будівлі головного навчального корпусу Челябінського політехнічного інституту — за проєктом 1952 корпус повинен бути висотною будівлею зі шпилем, проте у 1957 будівництво було припинено, зведено тільки 7 поверхів; спочатку запланований вид — з вежею і шпилем — було реалізовано при реконструкції до 2004 року.
Ще у 1939 році на території ВСГВ за проєктом архітектора Д. Чечуліна було побудовано павільйон Московської, Рязанської і Тульської областей (№ 59 за сучасною нумерації), зовнішнім виглядом і пропорціями дуже нагадує майбутні сталінські висотки.

## Сім висотних будівель

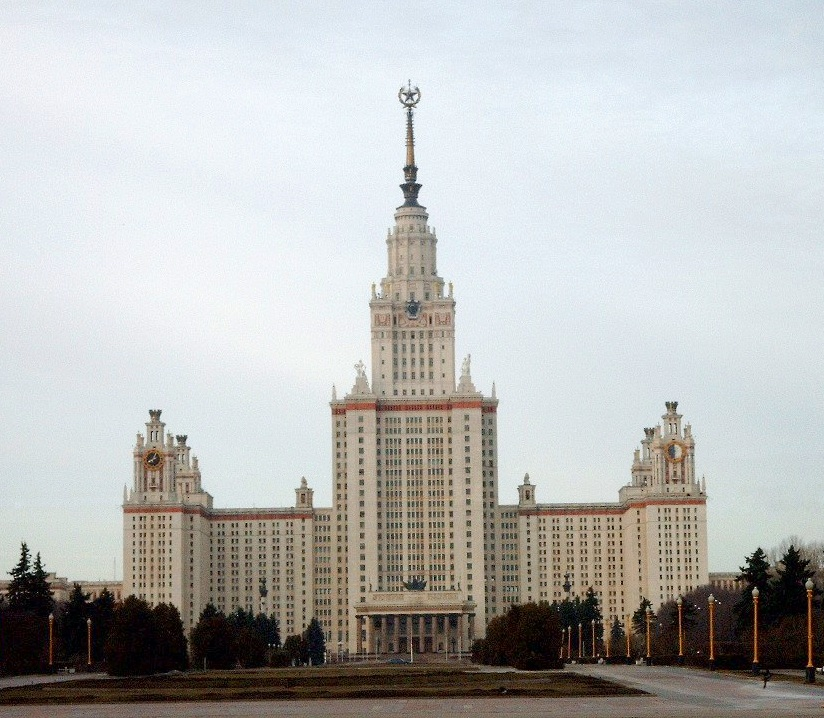
Головна будівля МДУ

### Головна будівля МДУ на Воробйових горах
55°42′11″ пн. ш. 37°31′49″ сх. д. / 55.70306° пн. ш. 37.53028° сх. д.
До будівництва «Тріумф-Паласу», «Вежі на Набережній» і «Міста Столиць» (Москва-Сіті) було найвищою будівлею в Москві: висота 240 м, поверховість центрального об'єму — 36. Побудовано у 1949—1953 (архітектори  Л. В. Руднєв ,  С. Є. Чернишов,  П. В. Абросимов,  О. Ф. Хряков, В. Н. Насонов). Є центром величезного комплексу Московського університету, спочатку що мав вже 27 будівель.
У Головному корпусі розташовані механіко-математичний, геологічний і географічний факультети, адміністрація, наукова бібліотека, музей, актовий зал на 1500 чоловік. У бічних флігелях — житлова зона (гуртожиток для студентів, квартири професорсько-викладацького складу). Як і інші «висотки» адміністративно-житлового характеру, воно було задумано як будинок із замкнутою комунально-побутовою інфраструктурою (кінотеатр, пошта, підприємства побутового обслуговування тощо)
Початковий проєкт будівлі не мав шпиля, на дах замість нього повинні були поставити пам'ятник Ломоносову.Архітектори, показуючи креслення Сталіну, натякнули, що скульптура може отримати портретну схожість з вождем. Але Йосип Віссаріонович розпорядився спорудити замість статуї шпиль, щоб верхня частина будівлі МДУ була схожа на інші сім висоток, що будуються в столиці.

### Житловий будинок на Котельницькій набережній
55°44′50″ пн. ш. 37°38′34″ сх. д. / 55.74722° пн. ш. 37.64278° сх. д.

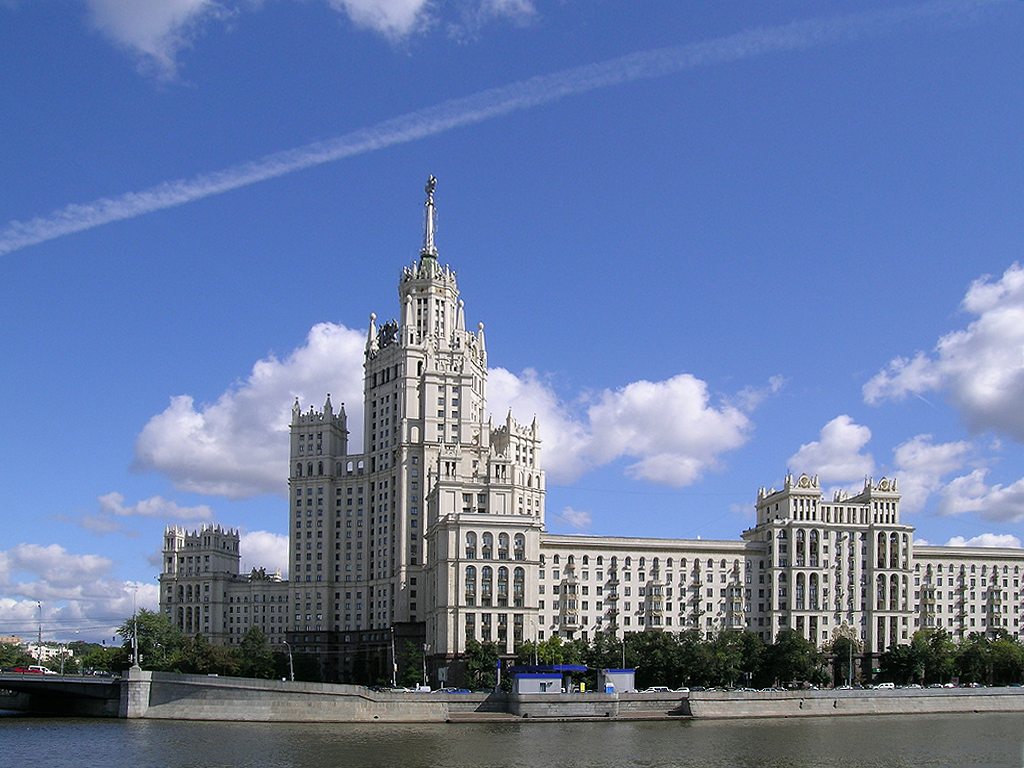
Житловий будинок на Котельницькій набережній

Будинок (Котельницька набережна, 1/15), замикає перспективу від Кремля до гирла Яузи будувався у 1938—1940 і 1948—1952 (архітектори Д. М. Чечулін, А. К. Ростковський, інженер Л. М. Гохман). Центральний об'єм налічує 26 поверхів. У будівлі знаходяться 700 квартир, магазини, поштове відділення, кінотеатр «Ілюзіон», музей-квартира Г. С. Уланової. Курирував будівництво, в тому числі наполіг на виборі майданчика для будівництва будинку Лаврентій Берія.

### Готель «Україна»
55°45′5″ пн. ш. 37°33′55″ сх. д. / 55.75139° пн. ш. 37.56528° сх. д.

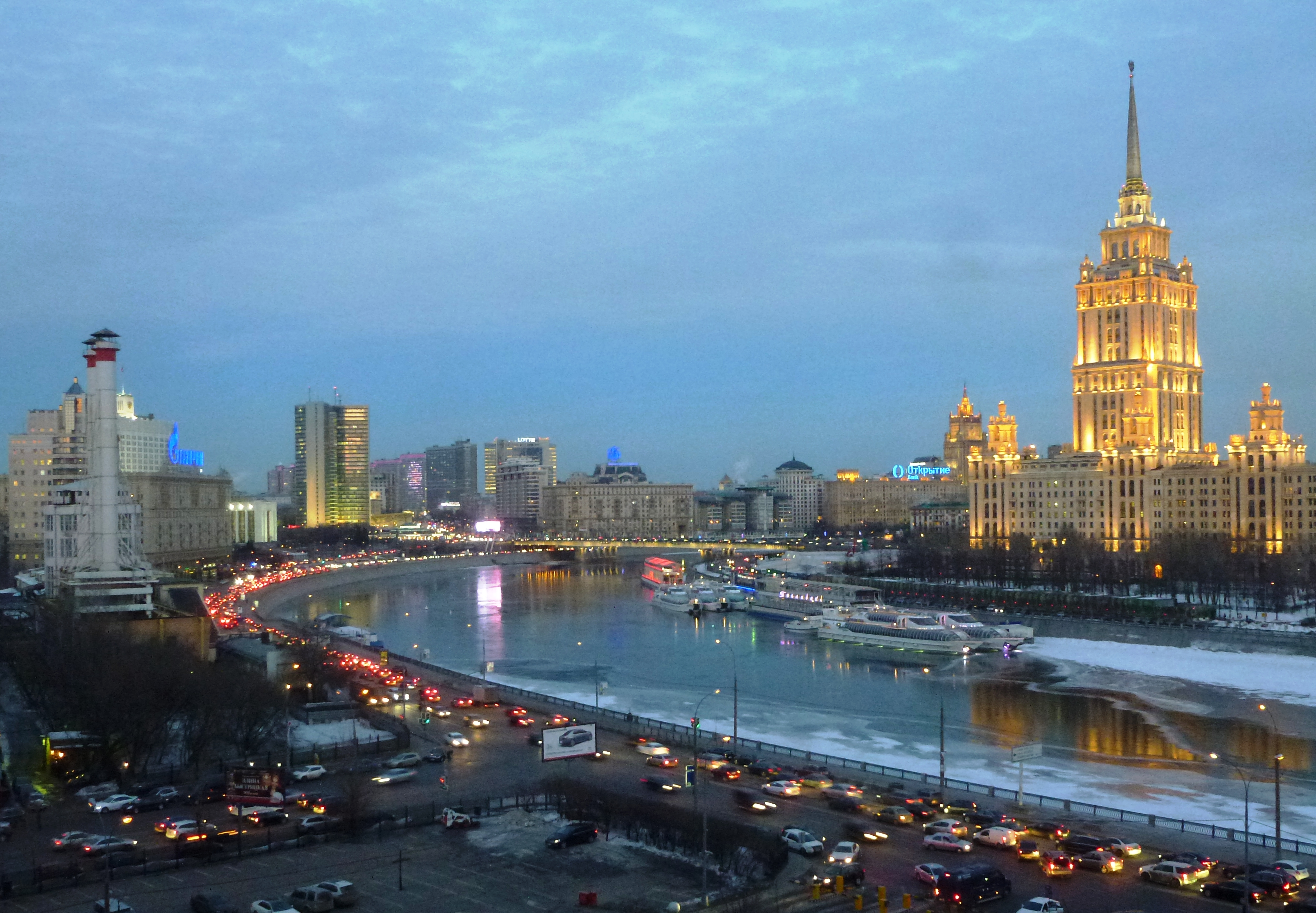
Готель «Україна»

Друга за висотою «висотка» (Кутузовський пр., 2/1) побудована у 1953—1957 (архітектор А. Г. Мордвинов за участю  В. К. Олтаржевський, В. Г. Калиша, інженера П. А. Красильникова). Центральний об'єм включає 34 поверхи. Будівля відкриває Кутузовський проспект — нову московську магістраль, створену у повоєнний час. У прибудованих крилах розташовані 254 квартири.
28 квітня 2010 готель «Україна» після завершення масштабної реставрації почав працювати під новою назвою Редіссон Ройал (Редіссон-Московська)

### Будівля Міністерства закордонних справ
55°44′46″ пн. ш. 37°35′4″ сх. д. / 55.74611° пн. ш. 37.58444° сх. д.

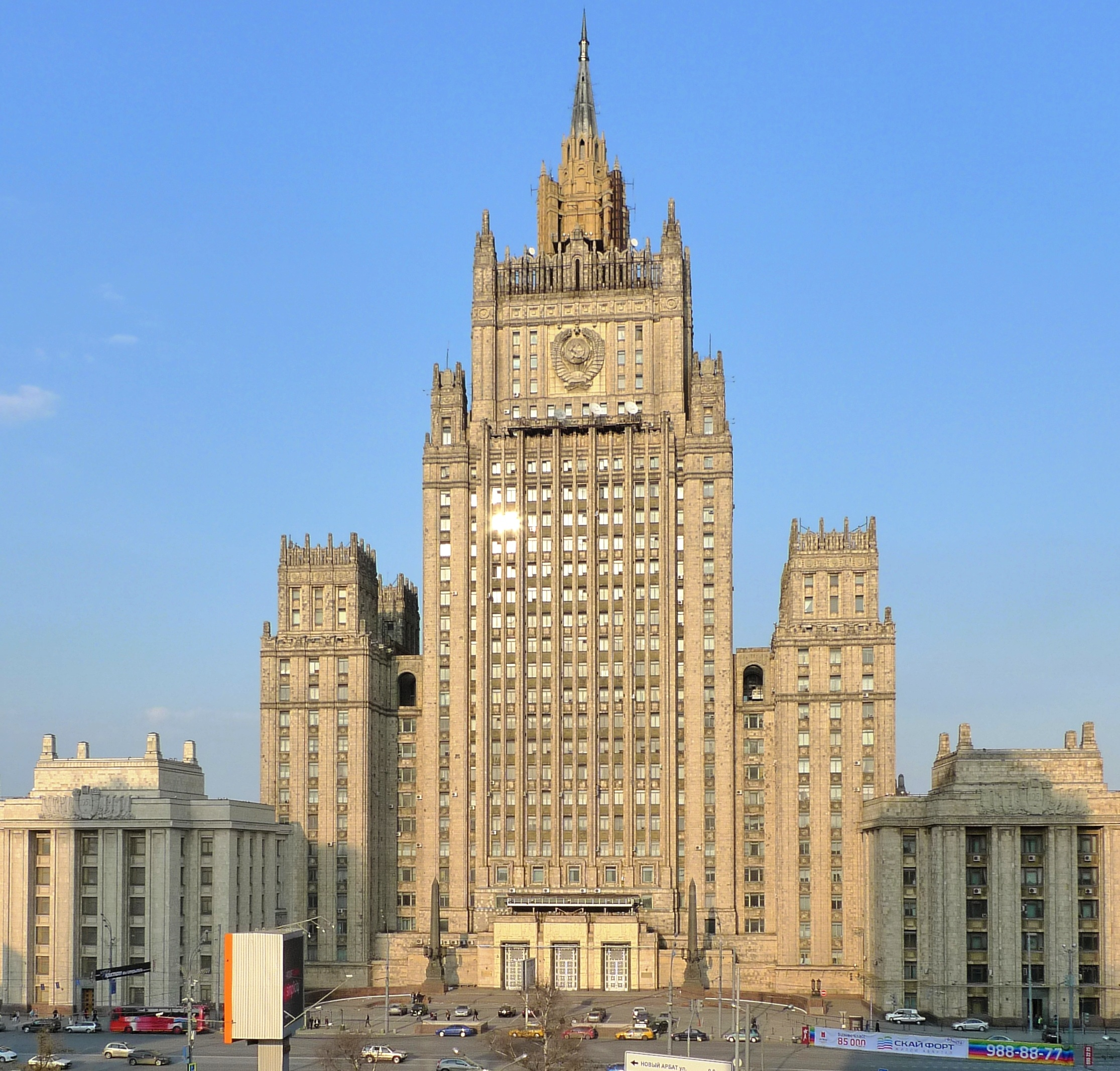
Будівля Міністерства закордонних справ

Висотка (Смоленська-Сінна пл., 32/34) побудована у 1948—1953 (архітектори професор В. Г. Гельфрейх, М. А. Мінкус). Центральний об'єм включає 27 поверхів, висота будівлі — 172 м. Будівля завершує панораму з Бердянського мосту, утворюючи площу. У будівлі розташовується Міністерство закордонних справ Російської Федерації (МЗС Росії)
Характерною особливістю висотки є величезний герб СРСР на її фасаді. Герб, змонтований із залізобетону, розташований на висоті 114 м і займає площу в 144 м²
Початковий проєкт будівлі не мав шпиля, але згодом план було доопрацьовано. Причина змін точно невідома, але, згідно з поширеною легендою, мова йде про особисту вказівку Сталіна. Розрахунки показали, що будівля не витримає кам'яну надбудову, тому шпиль було споруджено з листової сталі і пофарбовано охрою (тому помітно було, що колір шпиля відрізняється від кольору обробки будівлі). В даний час шпиль перефарбовано і практично не відрізняється за кольором від основного об'єму будівлі. Поширена також історія, що після смерті Сталіна архітектор Мінкус написав листа Хрущову з проханням демонтувати шпиль, на що нібито Хрущов відповів: «нехай шпиль залишиться пам'ятником дурості Сталіна».
Будівля МЗС є єдиною з семи висоток, чий шпиль не увінчано п'ятикутною зіркою. Ймовірною причиною цього є те, що шпиль будівлі виявився дуже крихким і не міг витримати ваги зірки.

### Житловий будинок на Кудринській площі
55°45′32″ пн. ш. 37°34′50″ сх. д. / 55.75889° пн. ш. 37.58056° сх. д.

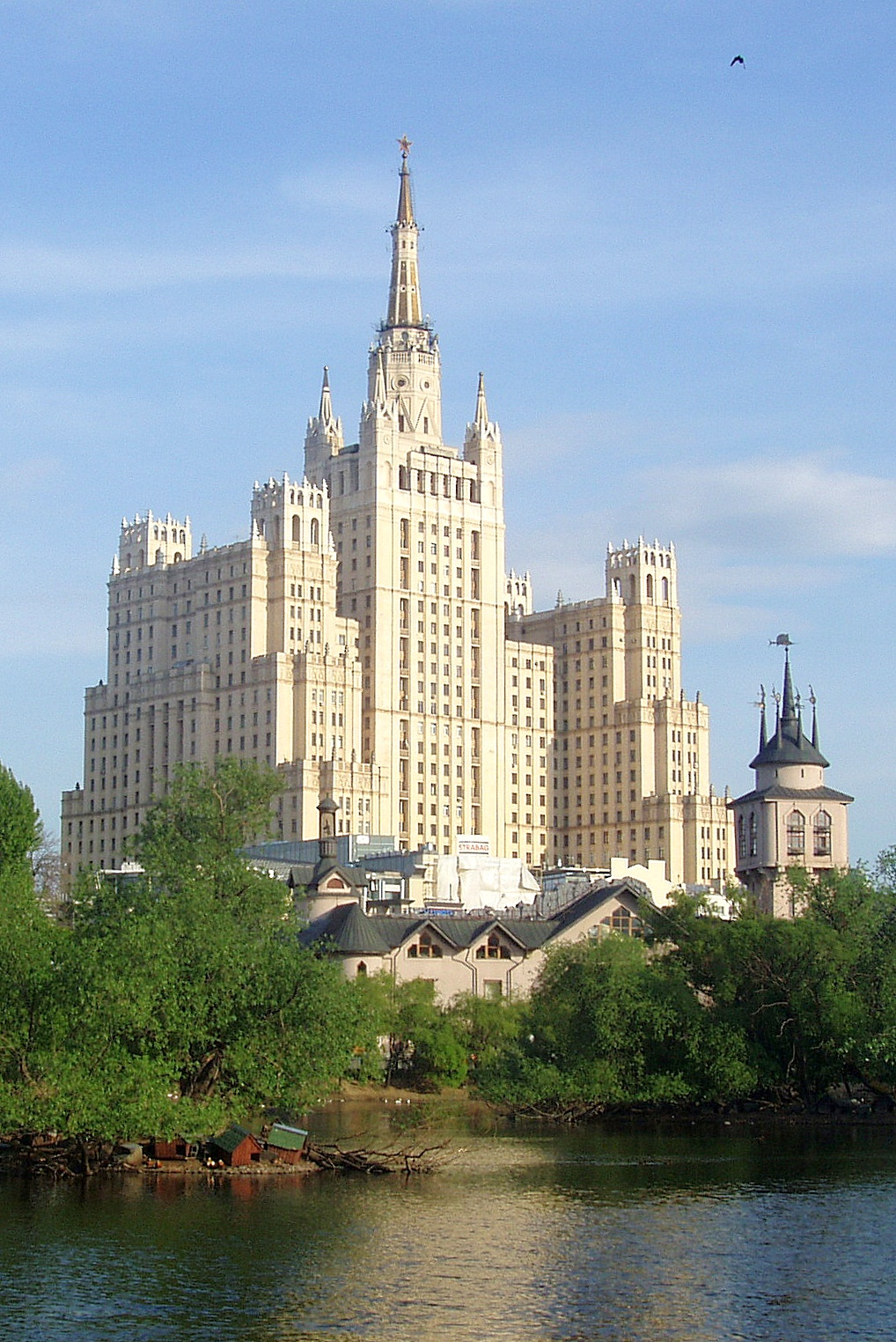
Житловий будинок на Кудринській площі

Будинок на Кудринській площі (називався «Висотка на площі Повстання», так як Кудринська пл. у 1925—1992 іменувалася площею Повстання) побудовано у 1948—1954 роках за проєктом архітекторів М. В. Посохіна, А. А. Мндоянц і конструктора М. М. Вохомського.
Будівля складається з центрального (24 поверхи, висота з вежею і шпилем — 156 м) і бічних корпусів (по 18 житлових поверхів), що становлять структурно єдиний масив, який спирається на загальний цокольний поверх. Всього в будівлі понад 450 квартир.
Технічні поверхи бічних корпусів було згодом модернізовано і перетворено на житлові (на них можна потрапити по сходах, піднявшись з під'їзду, або за відкритими переходам з центральної вежі).
Основна частина будівлі включає в себе три великих під'їзди (по одному на кожен з корпусів) і велику кількість малих, що відрізняються плануванням. Малі під'їзди оснащені одним ліфтом, мають малу кількістю поверхів (не більше 12), та по 1-4 квартири на поверх.
Великі під'їзди (1-й, 4-й і 14-й), обслуговуються трьома ліфтами кожен. Центральний ліфт 1-го під'їзду (центральний корпус) здатний підніматися до 23 і 24 поверхів. Також всі три ліфти 1-го під'їзду не зупиняються на другому поверсі. На кожному поверсі розташовано від 4 до 8 квартир, вестибюлі багато оброблені (дзеркала, розкішні люстри) і можуть замикатися, ізолюючи поверх від сходів і площадки перед ліфтами (фактично кожен поверх ділиться ліфтовою зоною на два вестибюлі).
Розташований у вежі ліфт, призначений для обслуговування 24-30-го поверхів, тривалий час знаходився в запустінні, в даний час відновлено власником житлового приміщення на 25 поверсі. Приміщення вежі на верхніх поверхах на середину 2010-х використовуються як службові або здаються в оренду комерційним структурам, в основному — для розміщення апаратури зв'язку.
На першому та цокольному поверхах будівлі спочатку перебували крамниці і кінотеатр «Пламя» (на початок ХХІ століття не працюючий), в підвальному приміщенні — підземні гаражі. Частина цоколя була переобладнана під казино, що припинило роботу у 2004. На початок 2010-х на його місці розташовано боулінг — клуб.
Підвали будівлі стикуються з системою підземних споруд, зокрема, з бомбосховищем, які виходять далеко за межі надземної частини будівлі.

### Адміністративно-житлова будівля біля «Червоної брами»
55°46′10″ пн. ш. 37°38′58″ сх. д. / 55.76944° пн. ш. 37.64944° сх. д.
Архітектори: О. М. Душкін, Б. С. Мезенцев

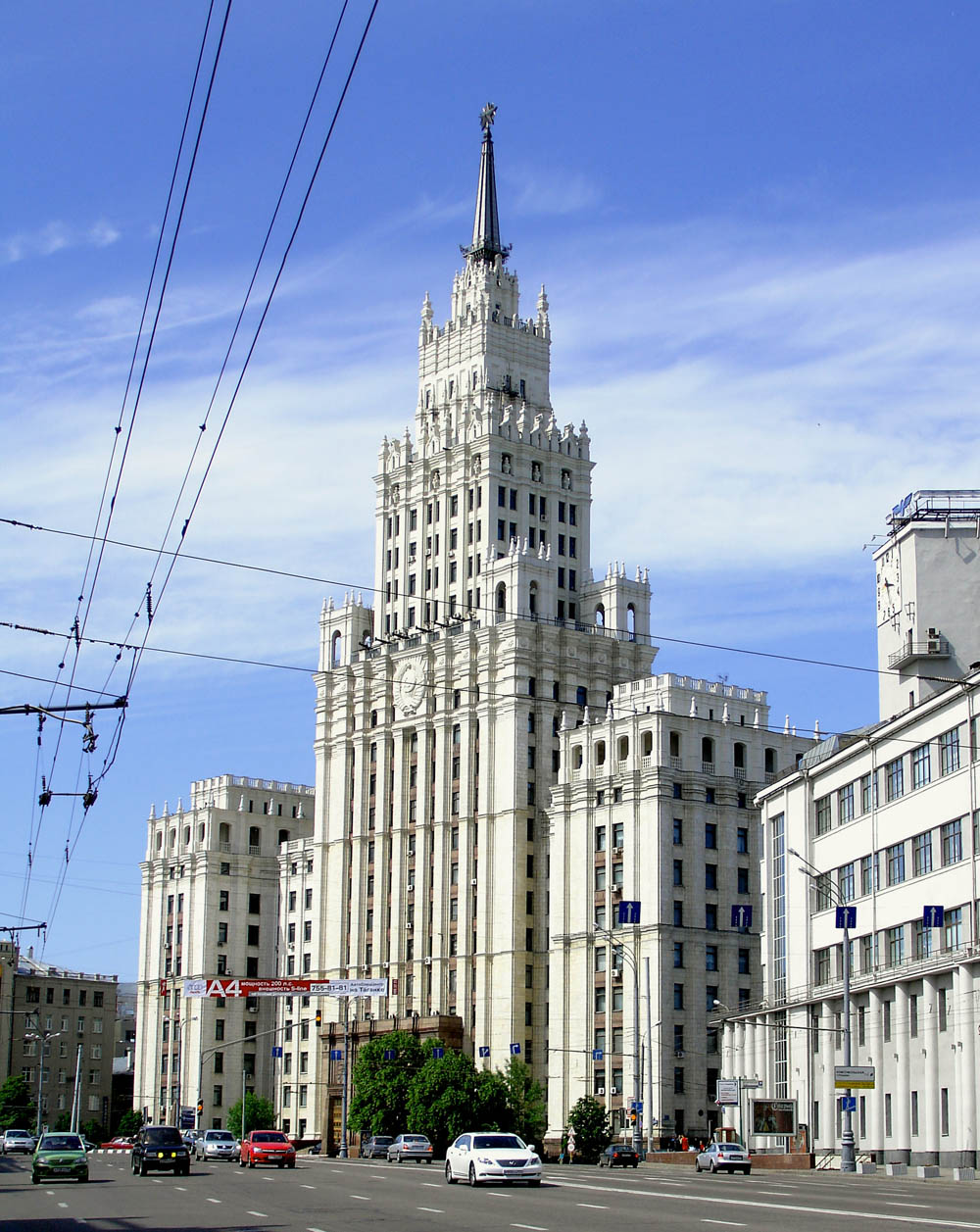
Адміністративно-житлова будівля на площі Червоної Брами

Було побудовано у 1947—1952 роках. Будівля складається з 24-поверхового центрального корпусу, що було зайнято в радянський період Міністерством транспортного будівництва (на початок ХХІ сторіччя — «Корпорація Трансстрой»), і двох житлових корпусів різної поверховості (від 11 до 15 поверхів). У дворі будинку діє ресторан, що пристиковано до центрального корпусу; в лівому крилі будівлі розташовано дитячий садок.
У правому крилі будівлі знаходиться один з двох вестибюлів станції метро «Красні ворота», що виходить на Каланчевську вулицю, а також розміщуються ювелірний і продовольчий крамниці і аптека.

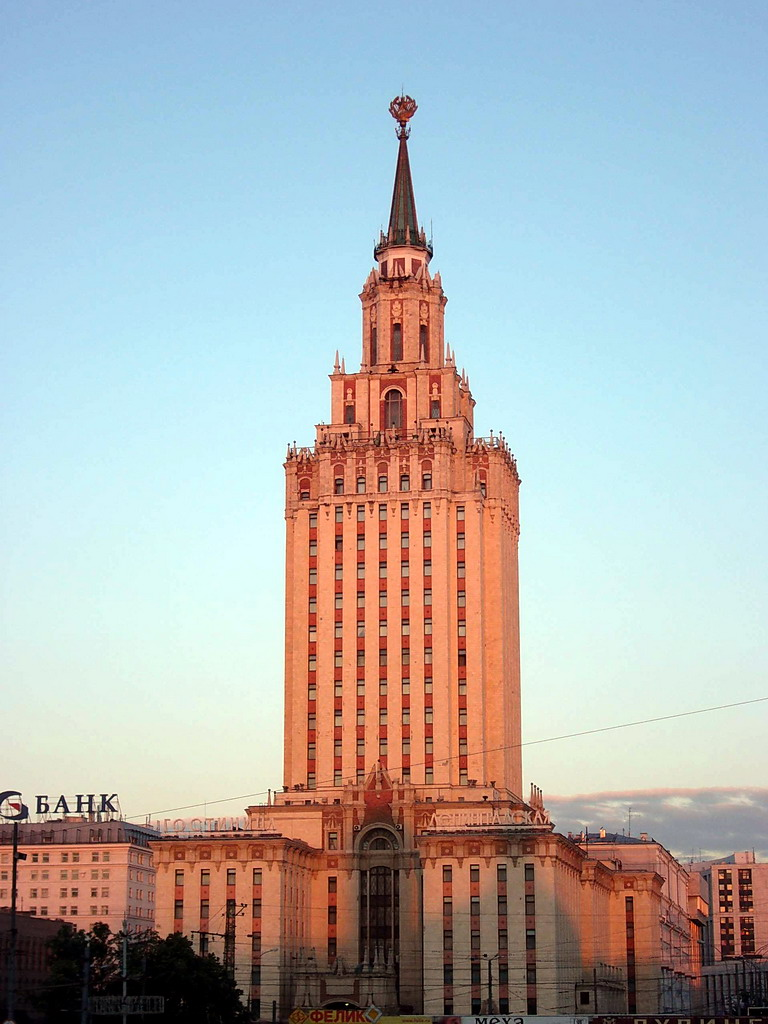
Готель «Ленінградський» у 2006 році

Загальний підвал пов'язує всі три корпуси, що не мають наземних і горищних переходів. Підвал також пов'язаний зі службовими приміщеннями метро і мережею підземних спеціальних споруд.

### Готель «Ленінградський»
55°46′26″ пн. ш. 37°39′5″ сх. д. / 55.77389° пн. ш. 37.65139° сх. д.
Архітектори: Л. М. Поляков, О. Б. Борецький. Інженер Є. В. Мятлюк. 1949—1954 рр.
Готель розташований в одному з семи відомих висотних будівель, побудованих в Москві в 1940-50-х роках. У сімействі сталінських висоток готель «Ленінградський» найменший — всього 17 поверхів і 136 метрів висоти. Значна вежа «Ленінградського» підноситься на Комсомольською площею, поряд з трьома вокзалами — Ленінградським, Ярославським і  Казанським.
На початку XXI століття готель було придбано власником мережі готелів Hilton, після чого його будівлю було піддано серйозному капітального ремонту. Так замість готелю Ленінградський з'явився розкішний готель Гілтон Москоу Ленінградський/Hilton Moscow Leningradskaya. Жителі столиці за звичкою називають його Ленінградський готель.

## Непобудовані висотки

### Палац Рад

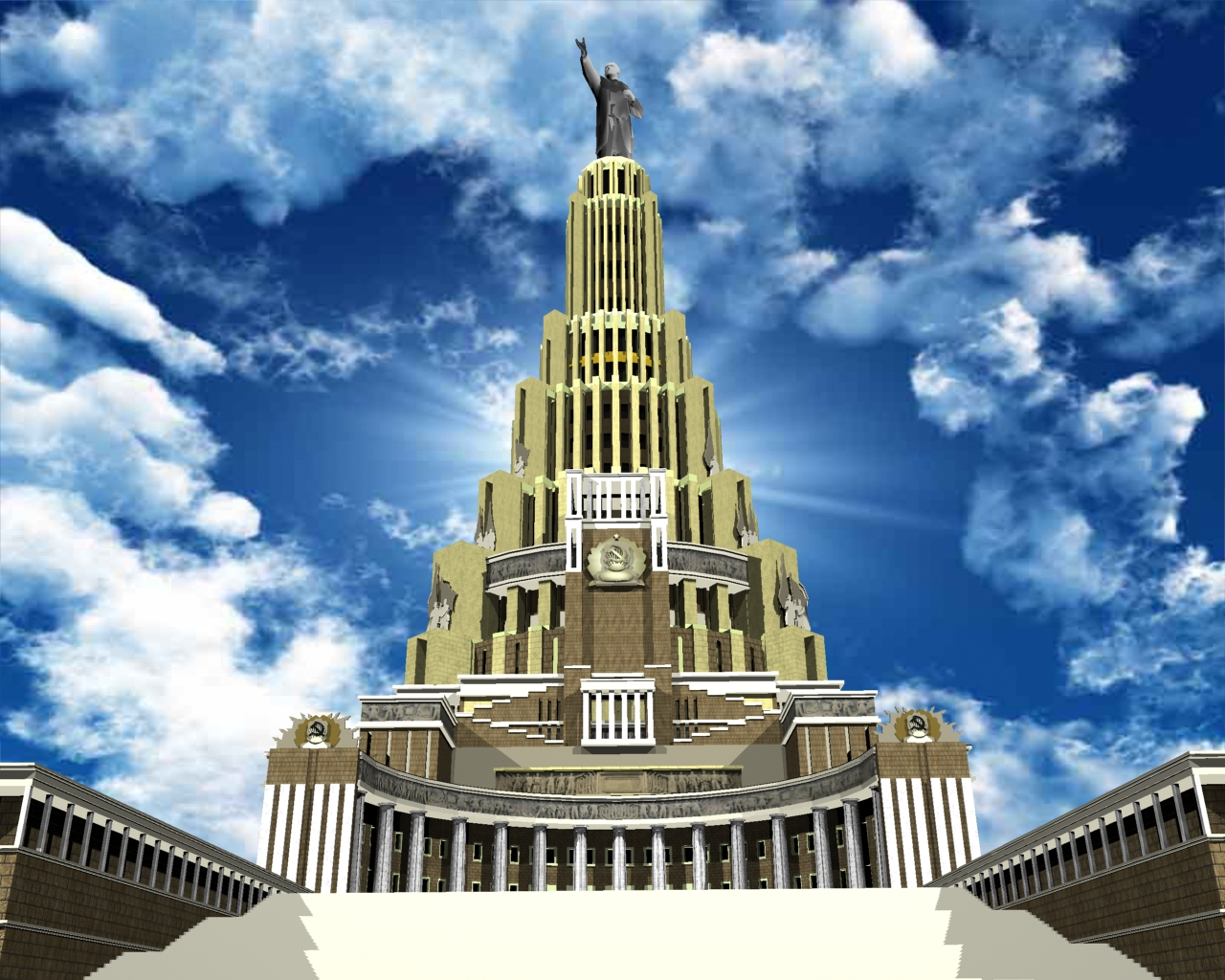
Проєкт Палацу Рад

У 1922 на 1 з'їзді Рад виникла ідея спорудження в Москві Палацу Рад, що не покидала Сталіна до кінця його життя. У 1931 році організували Всесоюзний конкурс на найкращий проєкт Палацу Рад, в якому взяли участь відомі архітектори і трудящі. Всього було представлено 160 робіт, тим не менш, проєкту, який відповідає всім вимогам, представлено не було, і в 1932—1933 роках проєктування продовжили. За основу в підсумку був прийнятий проєкт Б. Іофана, остаточне доопрацювання якого він робив спільно з архітекторами В. Щуко і В. Гельфрейх. Будівля мала стати найвищою у світі на той момент — 420 метрів. Палац вирішено було побудувати на місці колишнього Храму Христа Спасителя. У 1931 році Храм було підірвано, і в 1939 році почалося будівництво. Під час війни будівництво призупинили, а після її закінчення відновити таке гігантське будівництво вже не змогли. Станція московського метро «Палац Рад» була перейменована в «Кропоткинську», а в котловані було влаштовано відкритий басейн «Москва».

### Адміністративна будівля в Зарядьє
55°45′05″ пн. ш. 37°37′44″ сх. д. / 55.75139° пн. ш. 37.62889° сх. д.
Адміністративна будівля в Зарядьє була останнім із сталінських хмарочосів, закладених в день восьмисотріччя Москви. Його не було добудовано — перешкодила смерть Сталіна. Втім, роботи зі спорудження стилобату до весни 1953 встигли практично завершити. Під стилобатом розташовано технічний поверх, а під ним двох'ярусний бетонний бункер, який, ймовірно, планувалося використовувати як бомбосховище. У восьмій висотці хотіли розмістити Наркомат важкого машинобудування СРСР. Але будівництво законсервували, а 1954 рік вже вніс ясність в подальші плани висотного будівництва.
У 1964—1967 роках на наявному стилобаті було побудовано готель «Росія».